# Kovács András (szociológus)
Kovács András (Budapest, 1947. január 6. –) Széchenyi-díjas (2013)
magyar szociológus, a Magyar Tudományos Akadémia doktora (2007),
a Közép-európai Egyetem (Central European University) egyetemi tanára.

## Életpályája
1965-ben érettségizett a budapesti Kölcsey Ferenc Gimnáziumban.
1966–1971 között az Eötvös Loránd Tudományegyetem Bölcsészettudományi Karának filozófia-történelem szakos hallgatója volt.
1969-1970-ben a bölcsészkari ellenzéki diákmozgalom egyik vezetője volt, ezért 1970-ben államellenes izgatásért eljárást indítottak ellene, ami rendőrhatósági figyelmeztetéssel végződött.
1972-től 1978-ig a Kossuth Könyvkiadó filozófiai szerkesztőségében dolgozott. 
1973-ban védte meg doktori disszertációját az ELTE Bölcsészkarán szociológiából. 
1975-1976-ban a Deutscher Akademischer Austauschdienst (DAAD) ösztöndíjával a Kölni Egyetemen folytatott kutatásokat. 
1977-ben kezdeményezője, szerkesztője és társszerzője volt a „Marx a negyedik évtizedben” című illegálisan sokszorosított és terjesztett kötetnek, ami a magyar szamizdat mozgalom első nagyobb kiadványa volt.
A kötet megjelenése után foglalkozási tilalommal sújtották, Magyarországon 1989-ig nem kaphatott állást, főként fordításokból és más alkalmi munkákból élt.
Részt vett a formálódó demokratikus ellenzék tevékenységében: a Charta 77 mozgalom tagjainak bebörtönzése elleni tiltakozó akcióban (1979), írt a Bibó-emlékkönyvbe (1980) és a Beszélőbe, előadott az illegális Repülő egyetemen.
1980 és 1984 között külföldön tartózkodott, tanított az NSZK-beli Paderborni Egyetemen, kutatásokat végzett a párizsi École des Hautes Études en Sciences Sociales, a New York Institute for the Humanities (New York University) és a hollandiai Universiteit Twente kutatási programjaiban. 
1988-89-ben Humboldt-ösztöndíjas volt a duisburgi Steinheim Institut für Deutsch-Jüdische Geschichtében. 
A rendszerváltáskor a korábbi foglalkoztatási tilalommal és annak következményeivel kapcsolatban hivatalosan rehabilitálták, ekkor nevezték ki tudományos főmunkatársnak, majd docensnek az Eötvös Loránd Tudományegyetem Szociológiai Intézetébe, ahol 2001-ben habilitált. 
2002 és 2012 között a Magyar Tudományos Akadémia Kisebbségkutató Intézetében volt tudományos főmunkatárs, majd tudományos tanácsadó. 
1998 óta tanít a Közép-európai Egyetem (Central European University) Nationalism Studies programjában, 2006-tól egyetemi tanárként. 
2002-től az egyetem Jewish Studies programjának akadémiai igazgatója. 
A kétezres években a Humboldt Alapítvány támogatásával több kutatást végzett a berlini Technische Universitäten működő Zentrum für Antisemitismusforschung keretei között, tanított vendégprofesszorként a bécsi és potsdami egyetemeken.
1989 és 1995 között a Fidesz Politikai Tanácsadó Testületének vezetője, Orbán Viktor politikai tanácsadója volt.

## Kutatási területe
1971 után a Frankfurti Iskola tudományelméletével és a szovjetmarxizmusnak a tudományokhoz való viszonyával foglalkozott. 
1980 után fő kutatási területei a Holokauszt után zsidóság és a zsidóellenes előítéletesség szociológiája, a kommunista rendszerek zsidópolitikája és az 1990 utáni európai szélsőjobboldal.

## Művei
1970 és 2020 között több mint 150 publikációja jelent meg több nyelven. Legfontosabb munkái:
- New Jewish Identities. (Ed. with Zvi Gitelman, Barry Kosmin) Budapest, New York, 2003
- Jews and Jewry in contemporary Hungary: results of a sociological survey. Institute for Jewish Policy Research, London 2004.
- A Másik szeme. Zsidók és antiszemiták a háború utáni Magyarországon,  Budapest,  2008.
- The Stranger at Hand. Antisemitic Prejudices in post-Communist Hungary, Leiden – Boston 2011.
- Antisemitic Prejudice and Political Antisemitism in Present-Day Hungary. In: Journal for Study of Antisemitism, Volume 4, Issue #2, 2012
- A Holokauszt Magyarországon – hetven év múltán (Ed. with R. L. Braham), Budapest, 2015
- The Post-Communist Extreme Right: the Jobbik party in Hungary. In:  Ruth Wodak, Brigitte Mral, Majid Khosravinik (Eds.), Right-Wing Populism in Europe. Politics and Discourse, Bloomsbury Publishing, London, New Delhi, New York, Sydney 2013
- Communism’s Jewish Question. Jewish issues in Communist archives (Ed.). Oldenbourg, 2017.
- Zsidók és zsidóság Magyarországon 2017-ben, (szerk. Barna Ildikóval), Budapest 2018
- Postkommunistischer Antisemitismus: alt und neu. Der Fall Ungarn. In: Ch. Heilbronn, D. Rabinovici, N. Sznaider (eds.), Neuer Antisemitismus? Fortsetzung einer globalen Debatte, Suhrkampf Verlag 2019, Frankfurt am Main, Berlin 2019.

## Díjai, kitüntetései
- 2006 – a Magyar Köztársasági Érdemrend lovagkeresztje
- 2013 – Széchenyi-díj[2]